# Шаргородський Олег Віталійович
Олег Віталійович Шаргородський (18 листопада 1969, Харків) — радянський і російський хокеїст українського походження, захисник. Учасник зимової Олімпіади 1994 року.

## Біографічні відомості
Вихованець харківської СДЮШОР. 1987 року став бронзовим медалістом юніорської першості Європи. На фініші три команди-лідери набрали однакову кількість очок, але у шведів і чехословаків виявилася кращою різниця закинутих і пропущених шайб. Олег Шаргородський став найрезультативнішим захисником своєї команди — 7 (4+3). У складі збірної Радянського Союзу на цьому турніру також грали кияни Андрій Сидоров, Дмитро Христич, Олександр Годинюк і харків'янин Ігор Малихін.
У сезоні 1987/1988 дебютував у першій лізі за харківське «Динамо». У перехідному турнірі між кращими клубами другого дивізіону і ауйсайдерами вищої ліги харків'яни посіли четверте місце, котре дало перепустку до елітної групи. У вищій лізі «Динамо» (Харків) провело два сезони. Олег Шаргородський мав постійне місце в основному складі (разом з досвідченими Сергієм Алексєєвим, Андрієм Мажугіним, Олександром Печенєвим і Анатолієм Хоменком). У січні 1991 року їздив з московським «Динамо» до Північної Америки, грав у суперсерії проти клубів Національної хокейної ліги. По завершенні сезону перейшов до складу московських одноклубників (разом з Валерієм Чорним).
У Москві провів три сезони. За цей час став чемпіоном СНД, чемпіоном і віце-чемпіоном Міжнаціональної хокейної ліги, фіналістом Кубка європейських чемпіонів.
4 грудня 1993 року дебютував за збірну Росії проти команди Швейцарії у міжнародному турнірі «Кубок Німеччини». Також брав участь у Шведських хокейних іграх і декількох товариських матчах. Єдину шайбу за збірну забив шведу Мікаелю Сундлеву У лютому 1994 року став учасником зимових Олімпійських ігор у Ліллегаммері (4 місце). Його постійним партнером на турнірі був Сергій Тертишний з челябінського «Трактора».
Після Олімпіади поїхав до Північної Америки, виступав за клуби з Інтернаціональної хокейної ліги «Г'юстон Аерос», «Детройт Вайперс» і «Фінікс Роудраннерз». Восени 1996 року повернувся до Європи; грав за московський ЦСКА, ГПК (Гямеенлінна, Фінляндія) і зробив другий вояж до ІХЛ («Форт-Вейн Кометс»). З 1999 року в Росії, протягом двох років грав за національну збірну в міжнародних турнірах і товариських іграх. На клубному рівні захищав кольори «Металурга» (Новокузнецьк), «Авангарда» (Омськ), «Ак Барса» (Казань) і «Крила Рад» (Москва).

## Досягнення
- Чемпіон СНД (1): 1992
- Чемпіон МХЛ (1): 1993
- Віце-чемпіон МХЛ (1): 1994
- Віце-чемпіон Росії (1): 2001
- Бронзовий призер (1): 2000
- Фіналіст Кубка європейський чемпіонів (2): 1992, 1993

## Статистика
| Сезон     | Клуб                      | Ліга    | Регулярний сезон | Регулярний сезон | Регулярний сезон | Регулярний сезон | Регулярний сезон | Плей-оф | Плей-оф | Плей-оф | Плей-оф | Плей-оф |
| Сезон     | Клуб                      | Ліга    | І                | Г                | П                | О                | ШХ               | І       | Г       | П       | О       | ШХ      |
| --------- | ------------------------- | ------- | ---------------- | ---------------- | ---------------- | ---------------- | ---------------- | ------- | ------- | ------- | ------- | ------- |
| 1987-1988 | «Динамо» (Харків)         | СРСР-2  | 5                | 0                | 0                | 0                | 0                |         |         |         |         |         |
| 1988-1989 | «Динамо» (Харків)         | СРСР    | 23               | 0                | 1                | 1                | 8                | 36      | 6       | 3       | 9       | 21      |
| 1989-1990 | «Динамо» (Харків)         | СРСР    | 30               | 2                | 0                | 2                | 6                | 32      | 2       | 1       | 3       | 32      |
| 1990-1991 | «Динамо» (Харків)         | СРСР-2  | 43               | 2                | 7                | 9                | 56               |         |         |         |         |         |
| 1991-1992 | «Динамо» (Москва)         | СРСР    | 35               | 3                | 3                | 6                | 8                | 1       | 0       | 0       | 0       | 2       |
| 1992-1993 | «Динамо» (Москва)         | МХЛ     | 42               | 3                | 2                | 5                | 32               | 10      | 0       | 0       | 0       | 0       |
| 1993-1994 | «Динамо» (Москва)         | МХЛ     | 38               | 9                | 10               | 19               | 42               | 9       | 1       | 1       | 2       | 10      |
| 1994-1995 | «Хьюстон Аерос»           | ІХЛ     | 62               | 7                | 26               | 33               | 52               | --      | --      | --      | --      | --      |
| 1994-1995 | «Детройт Вайперс»         | ІХЛ     | 10               | 3                | 4                | 7                | 10               | 5       | 0       | 2       | 2       | 11      |
| 1995-1996 | «Детройт Вайперс»         | ІХЛ     | 11               | 2                | 5                | 7                | 22               | --      | --      | --      | --      | --      |
| 1995-1996 | «Фінікс Роудраннерз»      | ІХЛ     | 67               | 9                | 21               | 30               | 89               | 3       | 0       | 2       | 2       | 9       |
| 1996-1997 | «Детройт Вайперс»         | ІХЛ     | 3                | 0                | 3                | 3                | 4                | --      | --      | --      | --      | --      |
| 1996-1997 | ЦСКА (Москва)             | Росія   | 29               | 2                | 5                | 7                | 38               | 2       | 0       | 0       | 0       | 4       |
| 1997-1998 | ГПК (Гямеенлінна)         | СМ-Ліга | 47               | 7                | 14               | 21               | 134              | --      | --      | --      | --      | --      |
| 1998-1999 | «Форт-Вейн Кометс»        | ІХЛ     | 79               | 18               | 30               | 48               | 100              | 2       | 0       | 0       | 0       | 0       |
| 1999-2000 | «Металург» (Новокузнецьк) | Росія   | 35               | 8                | 5                | 13               | 53               | 10      | 1       | 3       | 4       | 20      |
| 2000-2001 | «Авангард» (Омськ)        | Росія   | 36               | 2                | 9                | 11               | 40               | 16      | 4       | 6       | 10      | 8       |
| 2001-2002 | «Авангард» (Омськ)        | Росія   | 45               | 8                | 13               | 21               | 44               | 8       | 0       | 2       | 2       | 47      |
| 2002-2003 | «Авангард» (Омськ)        | Росія   | 11               | 1                | 2                | 3                | 4                | --      | --      | --      | --      | --      |
| 2002-2003 | «Ак Барс» (Казань)        | Росія   | 26               | 3                | 2                | 5                | 38               | 3       | 0       | 0       | 0       | 4       |
| 2003-2004 | «Крила Рад» (Москва)      | Росія-2 | 54               | 7                | 13               | 20               | 56               | 4       | 0       | 0       | 0       | 0       |